# Biserica domnească din Ruginoasa

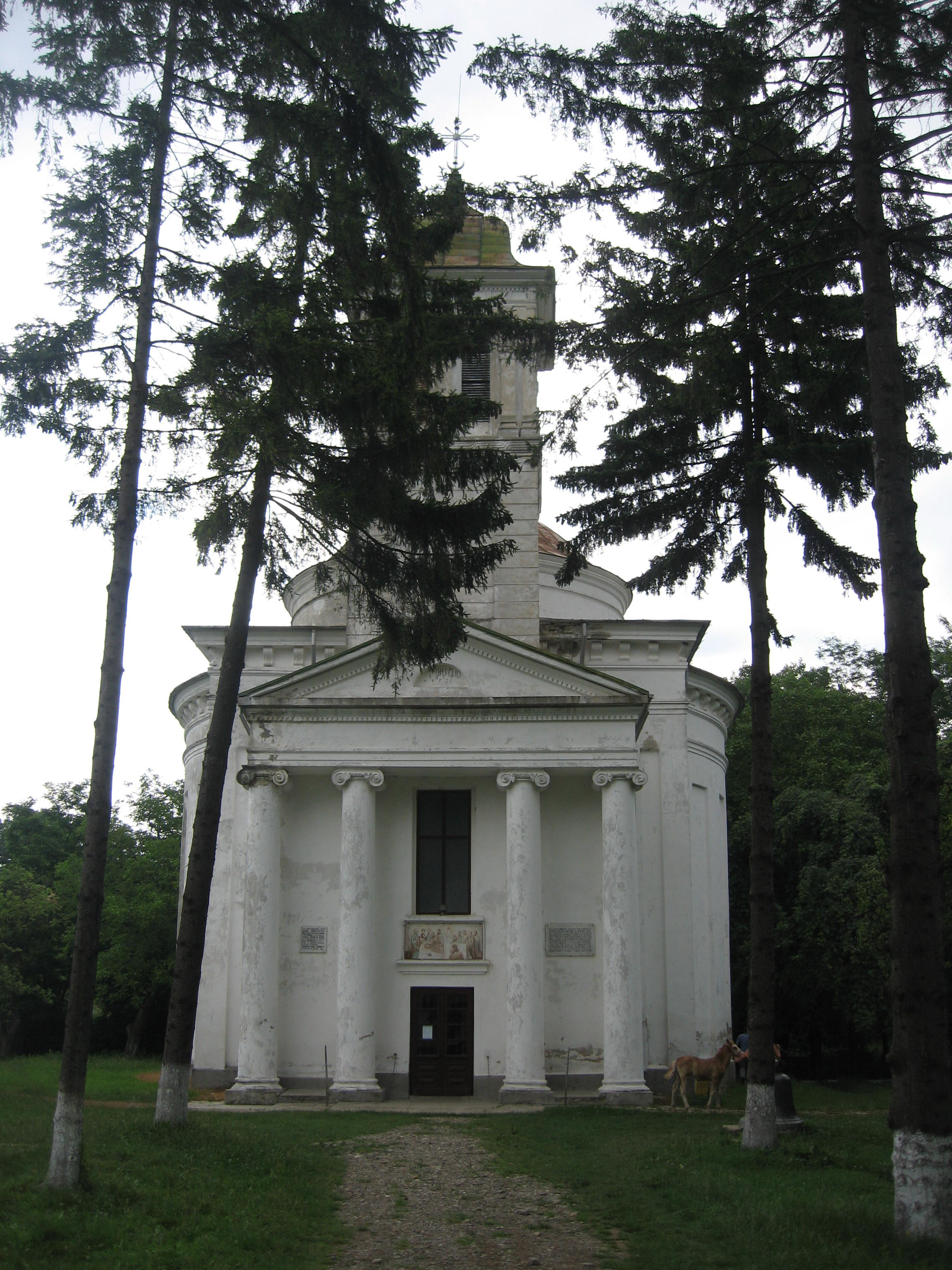
Biserica Domnească de la Ruginoasa

Biserica „Adormirea Maicii Domnului” din Ruginoasa, cunoscută și ca Biserica Domnească din Ruginoasa, este o biserică ortodoxă din satul Ruginoasa (județul Iași). Ea a fost ctitorită în anul 1811 de marele vistiernic Săndulache Sturza. În această biserică s-au aflat până în 1944 osemintele domnitorului Alexandru Ioan Cuza (1820-1873).
Ansamblul Palatului lui Alexandru Ioan Cuza de la Ruginoasa a fost inclus pe Lista monumentelor istorice din județul Iași din anul 2015, la numărul 1484, având codul IS-II-a-B-04238 și fiind format din 5 obiective. Printre aceste obiective se află Biserica „Adormirea Maicii Domnului” - cu codul  IS-II-m-B-04238.02 și mormântul pregătit pentru domnitorul Alexandru Ioan Cuza (aflat în curtea bisericii) - cu codul IS-IV-m-B-04238.06. 

## Istoricul localității
Satul Ruginoasa se află la o distanță de 60 km vest de municipiul Iași, între orașele Târgu Frumos și Pașcani, fiind traversat de DN 28A. El are o origine veche, prima sa atestare documentare datând din 1596. Într-un hrisov din acel an se vorbește de existența a opt case, înțelegându-se din text că satul mai cuprindea și altele.
După tradiție, numele localității ar avea cel puțin două surse. Una ar fi că provine de la un păstor pe nume Rugină care s-ar fi stabilit cu oile prin aceste părți, dar în lucrarea „Ruginoasa”, Boris Crăciun menționează că „și astăzi în diferite locuri ale comunei se poate vedea, în special după ploaie, un strat subțire brun – roșcat care acoperă pamântul, mai ales în locurile pietroase”, numele provenind de la acest fenomen. Numele unui iaz existent în localitate – „Rugină” apare și în documentele moldovenești din timpul domniei lui Ștefan cel Mare, amintind și de o familie de mari boieri.
Primele așezări s-au construit în partea de vest a satului, la locul denumit „Osoi”, de unde locuitorii s-au retras, întrucât locul era arid și lipsit de apă, pe locurile unde este astăzi satul Ruginoasa. În jurul anului 1800 aici existau curțile proprietarului moșiilor – familia Sturzeștilor.
În primul deceniu al secolului al XIX-lea, mai exact în anul 1804, logofătul și marele vistiernic Săndulache Sturza l-a angajat pe arhitectul vienez Johann Freiwald pentru a construi o reședință luxoasă pe locul vechii case boierești a strămoșilor săi. De asemenea, grădinarul german Mehler avea scopul de a amenaja în jurul palatului un parc cu alei străjuite de statui, bănci ascunse în labirinturi de verdeață și chiar un iaz înconjurat de sălcii. Palatul de la Ruginoasa a fost construit de către Freiwald în stil neogotic, propriu arhitecturii civile din Moldova acelor vremuri.  

## Istoricul bisericii

### Ctitorirea
În primul deceniu din secolul XIX, proprietarul moșiei Ruginoasa, marele vistiernic Săndulache Sturza, a construit un palat în stil neoclasic, ce avea să fie prefăcut mai apoi după arhitectura stilului gotic. Așa cum era obiceiul, în anul 1811, el a ridicat în spatele palatului și o biserică de conac, pe locul unde a fost anterior o biserică de lemn. Acest lucru rezultă din pisania ce a fost așezată la intrare și care a fost distrusă în timpul celui de-al doilea război mondial.
Pe clopotul mare, ce a servit biserica din 1817 și care este astăzi piesă de muzeu, se află o inscripție cu caractere chirilice care oferă informații despre ctitori și anul ridicării bisericii. Această inscripție a fost copiată pe o placă de marmură amplasată ulterior pe peretele din partea dreapta a intrării în biserică:
"Acest sfânt și dumnezeesc locaș întru care se prăznuiește Adormirea Prea Sfintei Născătoarei de Dumnezeu și pururea Fecioara Maria și Sfînta Mare Muceniță Ecaterina, s-au zidit din nou întru lauda măririi lui Dumnezeu de Binecredinciosul și Iubitorul de Dumnezeu boer dumnealui Sandu Sturza Marele Vistiernic și soția sa, Domnița Ecaterina, fiica răposatului Domn Dimitrie Moruz Voievod cu fiii lor: Zmaranda și soțul său Alexandru Balș biv-vel vistiernic și Constantin Sturdza biv-vel vornic cu soția sa Elena Cantacuzino și spre veșnica pomenire răposaților întru fercirea (sic!) părinților dumisale Ștefan Sturza ce au fost mare logofăt și a soției sale Luxandra Mamona și a tot neamul, la anii de la Hristos 1811."
Pereții interiori ai bisericii și catapeteasma au fost pictați în 1818 de “zugravul” Balomir, care a încasat suma de 5000 lei. El a realizat și un portret al vistiernicului pictat pe o scândură din lemn de tei. 

### Alexandru Ioan Cuza și Ruginoasa

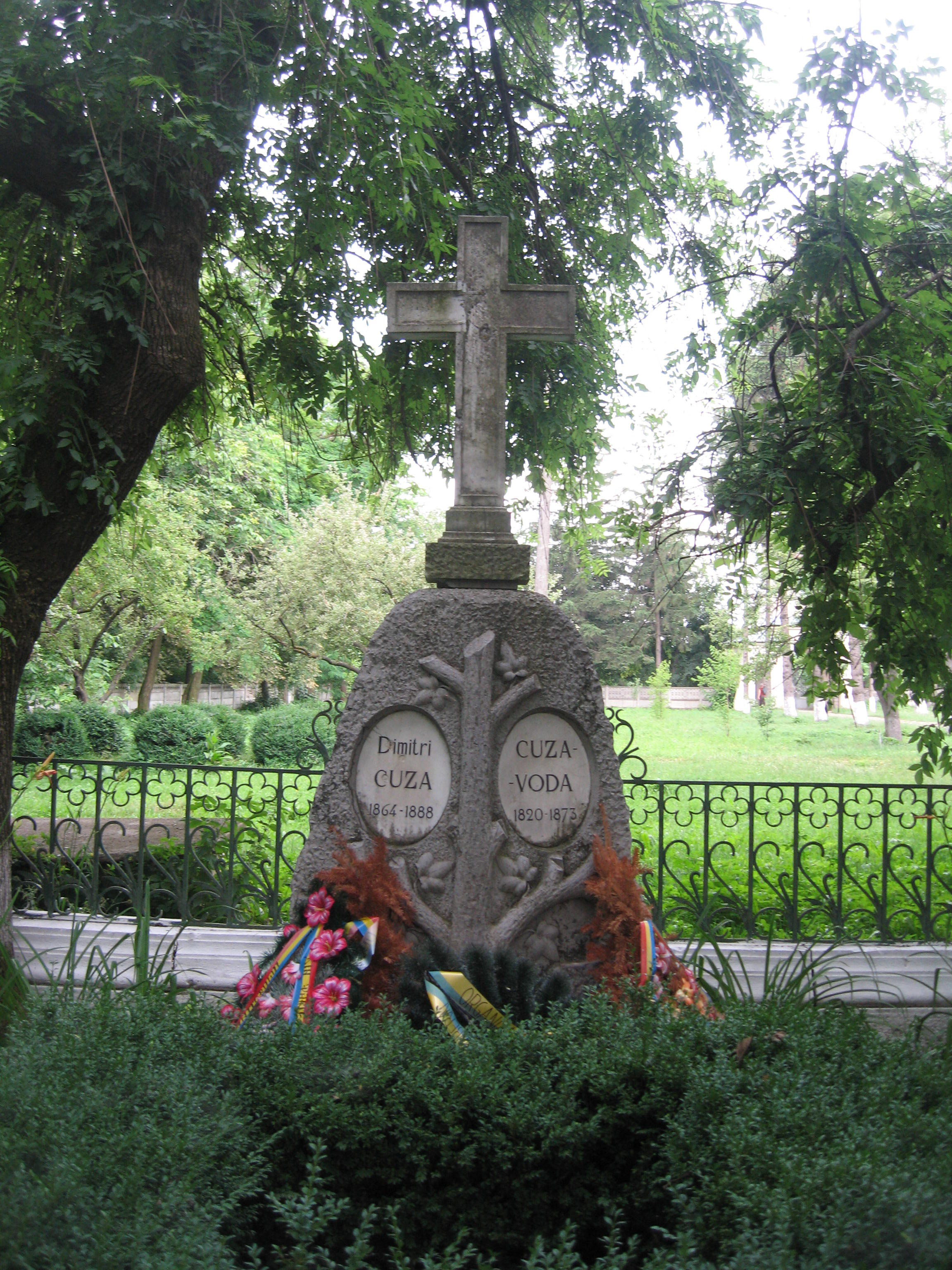
Locul unde a fost înmormântat domnitorul, în dreapta bisericii

În anul 1862, domnitorul Alexandru Ioan Cuza al Principatelor Unite a cumpărat Palatul de la Ruginoasa de la Alexandru Sturdza, care îl ipotecase către Banca Moldovei. Domnitorul a renovat palatul, inaugurându-l oficial cu prilejul sărbătorilor de Paști din anul 1864. De asemenea, el a renovat și biserica palatului. 
Plecat în exil în anul 1866 după ce fusese obligat să abdice, fostul domnitor a murit la 3/15 mai 1873 în orașul Heidelberg (Germania). Rămășițele sale pământești au fost aduse la Ruginoasa unde au fost întâmpinate la gară de Elena Cuza, însoțită de Vasile Alecsandri, Costache Negri și generalul Ioan Emanoil Florescu. Soldații Regimentului 5 Infanterie au intonat marșuri funebre și au tras 21 de salve de tun. Sicriul a fost așezat într-un cort din curtea bisericii, perindându-se pe la o tribună improvizată din apropiere mai mulți vorbitori care au elogiat personalitatea defunctului. Au luat cuvântul Mihail Kogălniceanu, Cezar Bolliac, Dimitrie Gusti, Petru Poni, arhiereul Vladimir Suhopan ș.a.  Sicriul a fost așezat la 17/29 mai 1873 într-un cavou amenajat lângă biserică. Cu ocazia înmormântării domnitorului, au fost aduse pentru a fi înhumate aici și osemintele Sultanei Cuza (mama fostului domnitor, care decedase la 20 mai 1865 și fusese înmormântată în curtea Bisericii Vovidenia din Galați).  În acest cavou, a fost îngropat și Dimitrie Cuza (1864-1888), fiul domnitorului, care se sinucisese din dragoste pentru o franțuzoaică de moravuri ușoare.
Între anii 1907-1908, s-au efectuat lucrări de reparații pe cheltuiala proprie a Doamnei Elena Cuza (1825-1909). Cu această ocazie, a fost construită o criptă în biserică. În anul 1907, osemintele domnitorului au fost spălate și puse în cripta amenajată în biserică, într-o cutie de argint așezată într-un sicriu de stejar. Cripta a fost acoperită cu o lespede de mormânt din marmură albă de Carrara. Cu acest prilej, a fost depusă în biserică și racla din lemn cu osemintele celor doi fii adoptivi, Alexandru și Dimitrie.
În primăvara anului 1944, ca urmare a apropierii frontului, osemintele domnitorului au fost scoase din biserică de către un soldat din Ruginoasa și duse la Mănăstirea Curtea de Argeș. Biserica a fost distrusă parțial în timpul celui de-al doilea război mondial, rămânând mai mulți ani în ruine.  În consecință, după terminarea războiului, osemintele lui Cuza au fost strămutate în anul 1946 în Biserica Trei Ierarhi din Iași, unde s-a amenajat o criptă.

### Starea actuală
Biserica domnească din Ruginoasa a fost reparată între anii 1955-1958 cu purtarea de grijă a preotului Constantin Enache. A fost refăcut acoperișul, cu acordul Departamentului Cultelor. În anii '70-'80 ai secolului al XX-lea, când paroh era preotul Gheorghe Novac, a fost construit gardul din jurul bisericii, turnul-clopotniță de la intrarea în curte și caza de prăznuire, s-a introdus încălzirea centrală .Clopotul actual este din anul 1932 cumparat de salariatii garii Cuza-Voda Ruginoasa si are in jur de 350 kg. 
Între anii 1986-1989, s-a refăcut pictura veche cu binecuvântarea episcopului-vicar Pimen Suceveanul al Arhiepiscopiei Iașilor, cu osteneala preotului-paroh Gheorghe Novac și pe cheltuiala credincioșilor din Parohia Ruginoasa. Pictura interioară a fost spălată și restaurată de un pictor restaurator de la București, Romeo Andronic. Lăcașul de cult a fost resfințit la data de 22 august 1992 de către mitropolitul Daniel Ciobotea al Moldovei și Bucovinei. Cu acest prilej, pe partea stângă a zidului de la intrarea în biserică a fost amplasată o placă de marmură ce conține următoarea inscripție: "Cu binecuvântarea I.P.S. Daniel mitropolitul Moldovei și Bucovinei, a P.S. Pimen, cu osteneala pr. paroh Gh. Novac și a credincioșilor din parohia Ruginoasa s-a repictat și resfințit această biserică cu hramul: „Adormirea Maicii Domnului” în ziua de 22 august 1992".
În prezent, această biserică este parohie a satului Ruginoasa și face parte din Protoieria Pașcani a Mitropoliei Moldovei și Bucovinei. Biserica are două hramuri: "Adormirea Maicii Domnului" - 15 august și "Sfânta Mare Muceniță Ecaterina" - 25 noiembrie.
În curtea bisericii se află cavoul familiei Cuza, de unde au fost deshumate în anul 1907 osemintele domnitorului și ale unor membri ai familiei sale pentru a fi reînhumate în cripta din biserică.

## Arhitectura bisericii

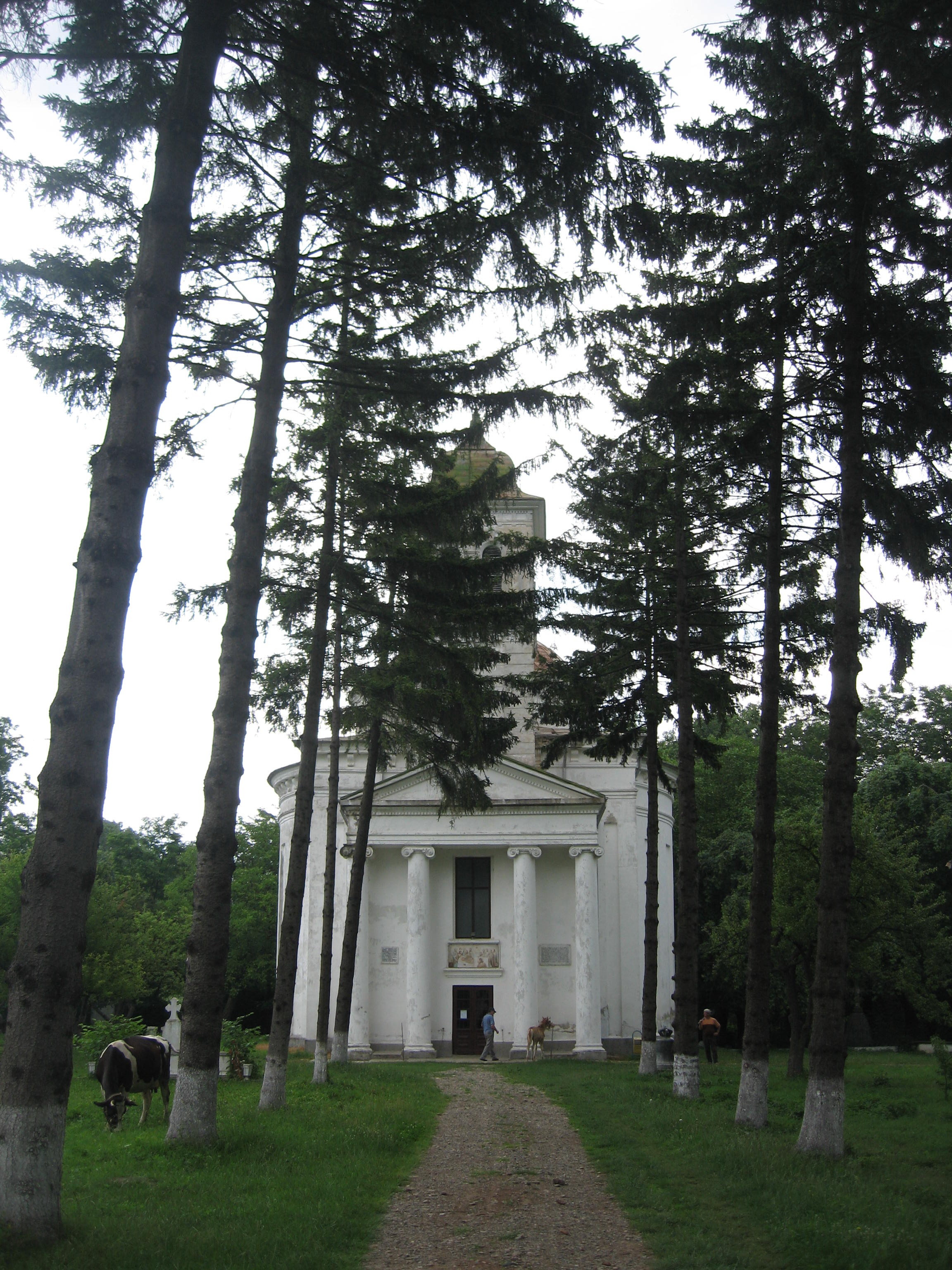
Biserica Domnească de la Ruginoasa

Biserica este o construcție solidă din piatră și cărămidă groasă. Stilul arhitectural aparține epocii decadente moldovenești, cu planul în formă de cruce, cu multe motive ce o face deosebită, între care și cei patru pilaștri cu capiteluri ionice de la intrare ce susțin un fronton în formă triunghiulară, motive asemănătoare Palatului Sturzeștilor. La intrare, deasupra pronaosului, se află o turlă ce servește de clopotniță, iar deasupra naosului se găsește o calotă mare. Cupola bisericii este rotunda, asemanatoare celei de la Letcani(Iasi), fiind singurele monumente religioase istorice din Moldova de acest gen.
Biserica are următoarele dimensiuni: lungime - 32 metri, lățimea - 17 metri și înălțimea turlei - 37 metri. Pe pereți sunt firide dreptunghiulare mari cât peretele, iar la cornișă ornamente în formă de pătrat sau romb.
Din vechea pictură murală s-au păstrat câteva icoane – ca Sfinții Evangheliști de pe bolta naosului – ce au fost restaurate în anul 1986. Catapeteasma actuală a fost lucrată în jurul anului 1950 în Atelierele Institutului Biblic din București, unde s-a executat și pictura icoanelor din ea. În biserică se află următoarele obiecte artistico-istorice: două rânduri de veșminte preoțești lucrate cu fir de aur și argint, uzate, un potir din argint, icoana Maicii Domnului îmbrăcată în argint, cinci candele de argint și câteva icoane din vechea catapeteasmă.
În biserică, în partea stângă a pronaosului, se află portretele domnitorului Alexandru Ioan Cuza și a soției sale, Elena Cuza. În partea dreaptă a pronaosului se află cripta familiei Sturza.

## Oseminte aflate în biserică

### În raclă
- Sultana Cuza (+1865) - mama lui Alexandru Ioan Cuza
- Dimitrie (1864-1888) și Alexandru Cuza (1861-1890) - fiii lui
- marele comis Grigore Cozadini (+1869) - unchiul lui
- Dimitrie Cuza - fratele lui

### În criptă
- Ștefan Sturdza, mare ban, mare vornic și mare logofăt al Moldovei și Ruxandra Mamona Sturza, părinții ctitorului Bisericii Domnești, Sandu Sturdza (1758-1832)
- Smărăndița, fiica marelui logofăt Costache Sturdza și a Elenei Cantacuzino Pașcanu
- Sandu Sturdza ( +1839), fiul marelui logofăt Constantin Sturdza

## Imagini

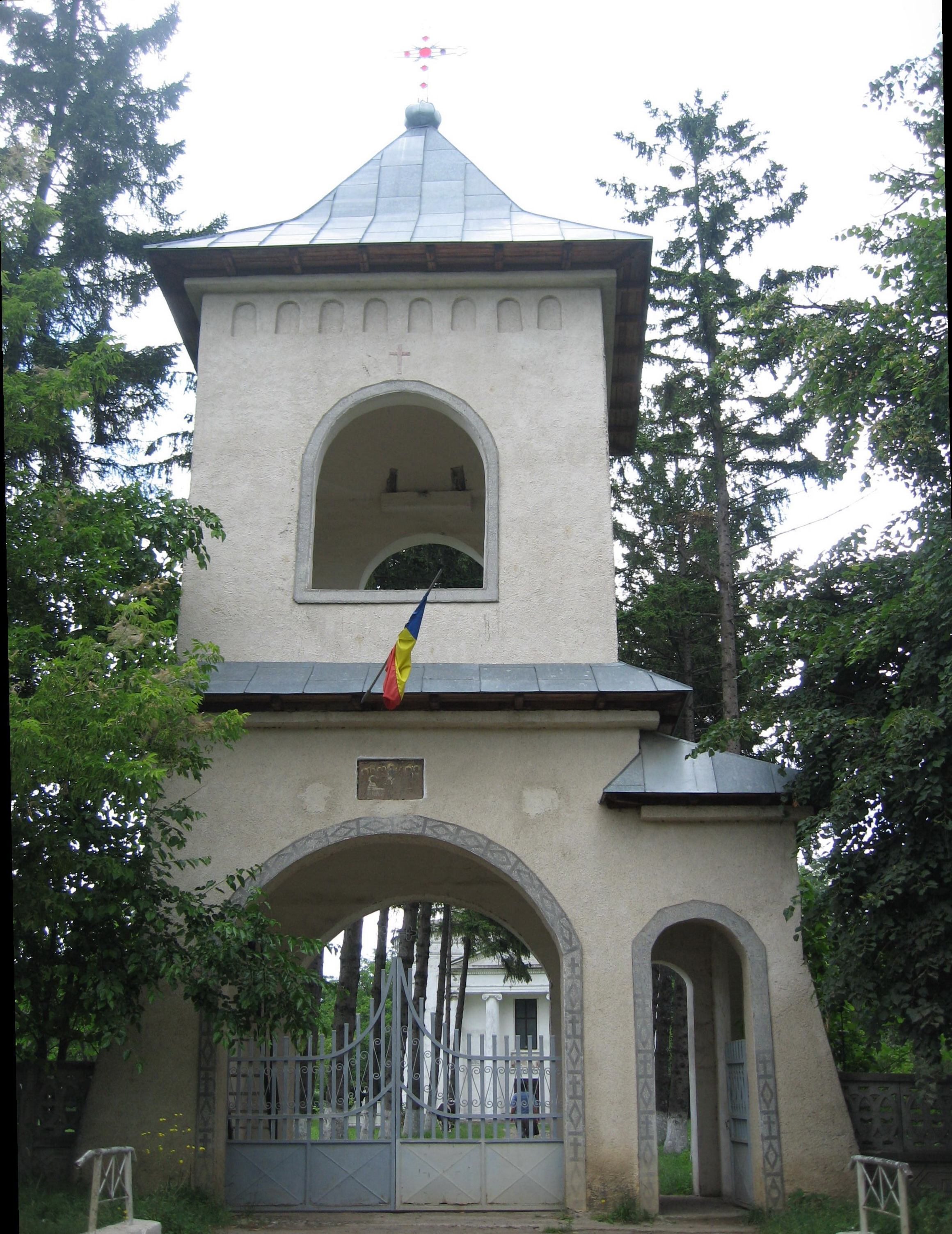
Turnul-clopotniță
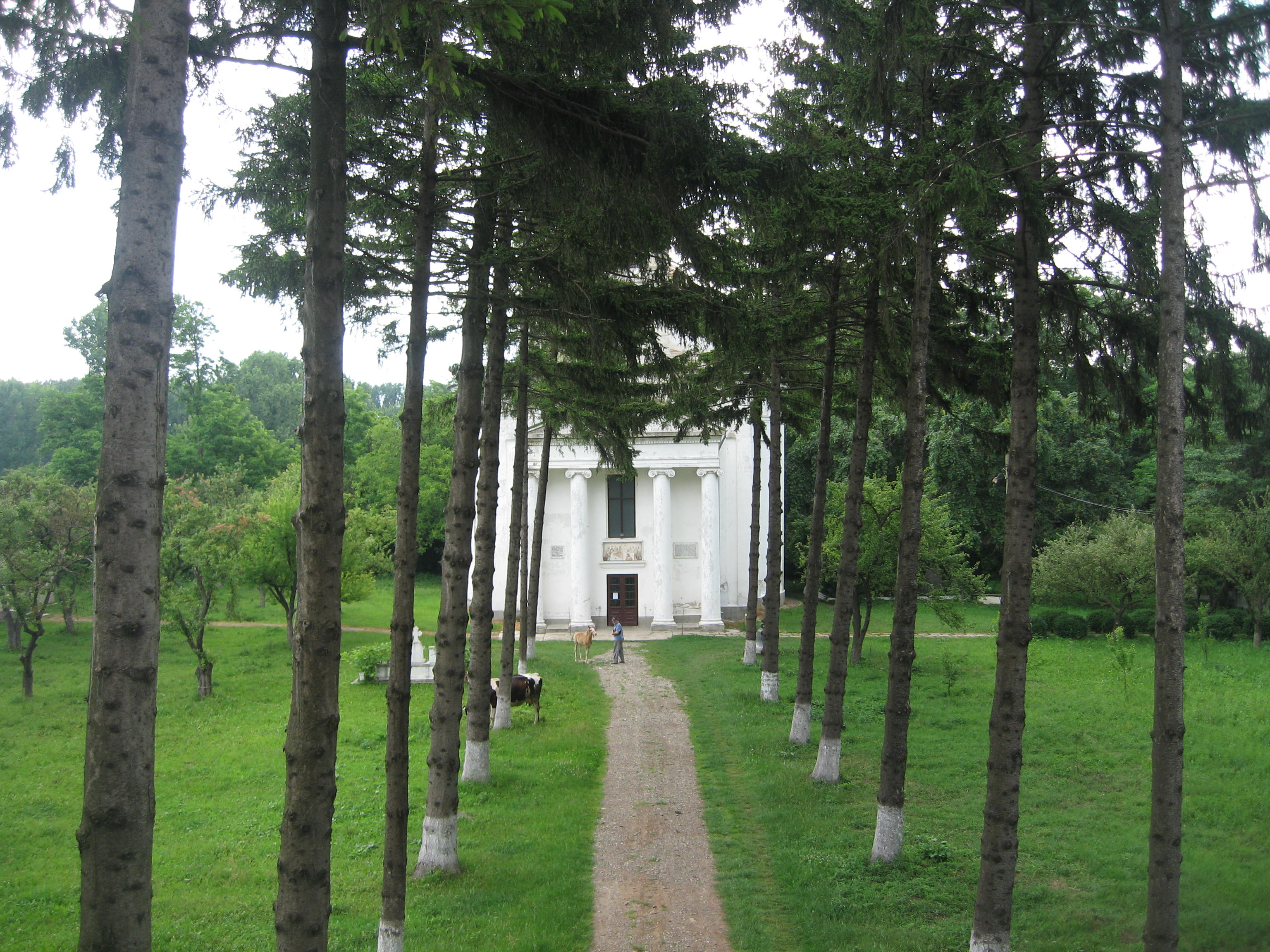
Aleea de la intrare
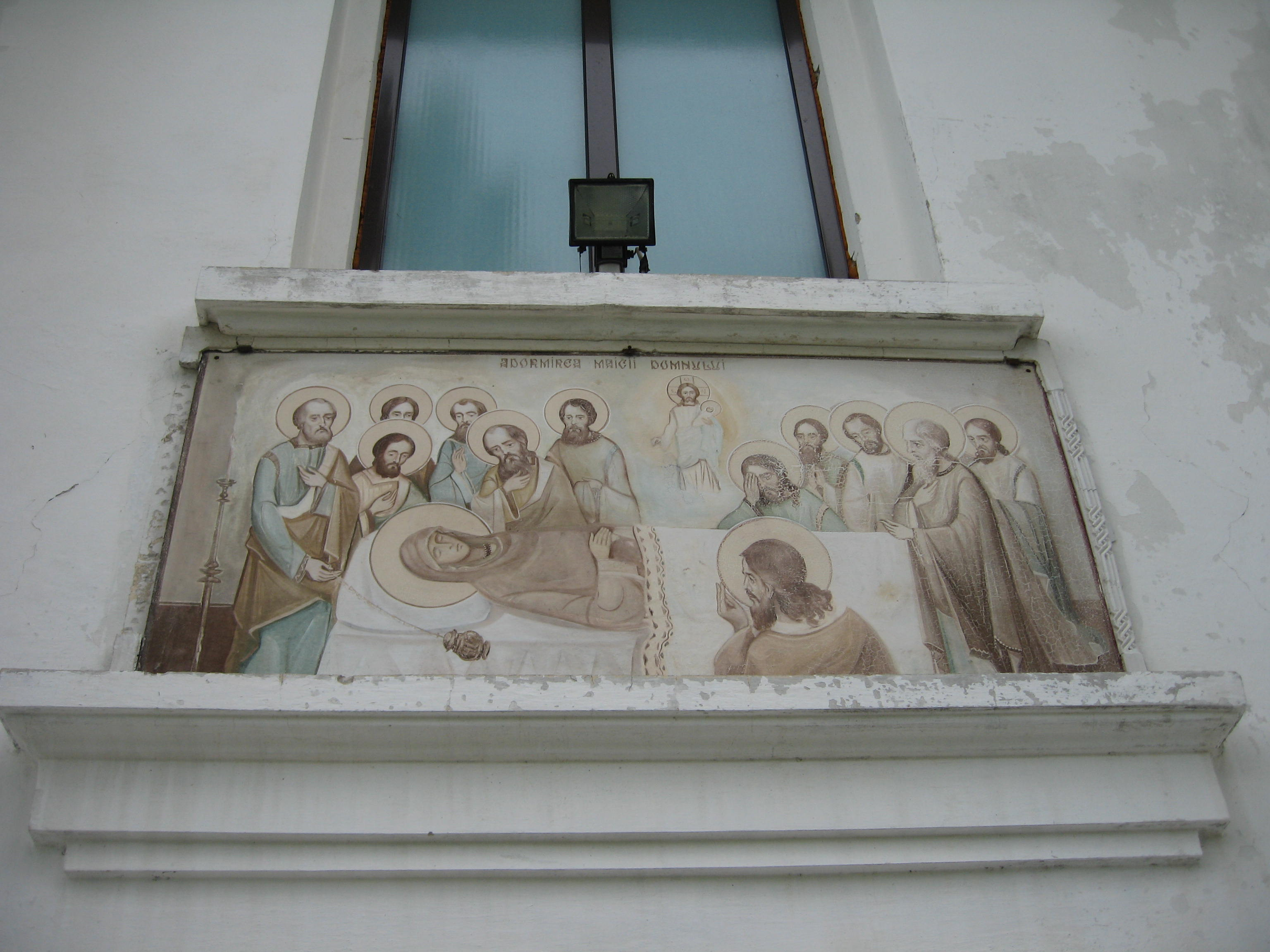
Pictură exterioară înfățișând scena Adormirii Maicii Domnului
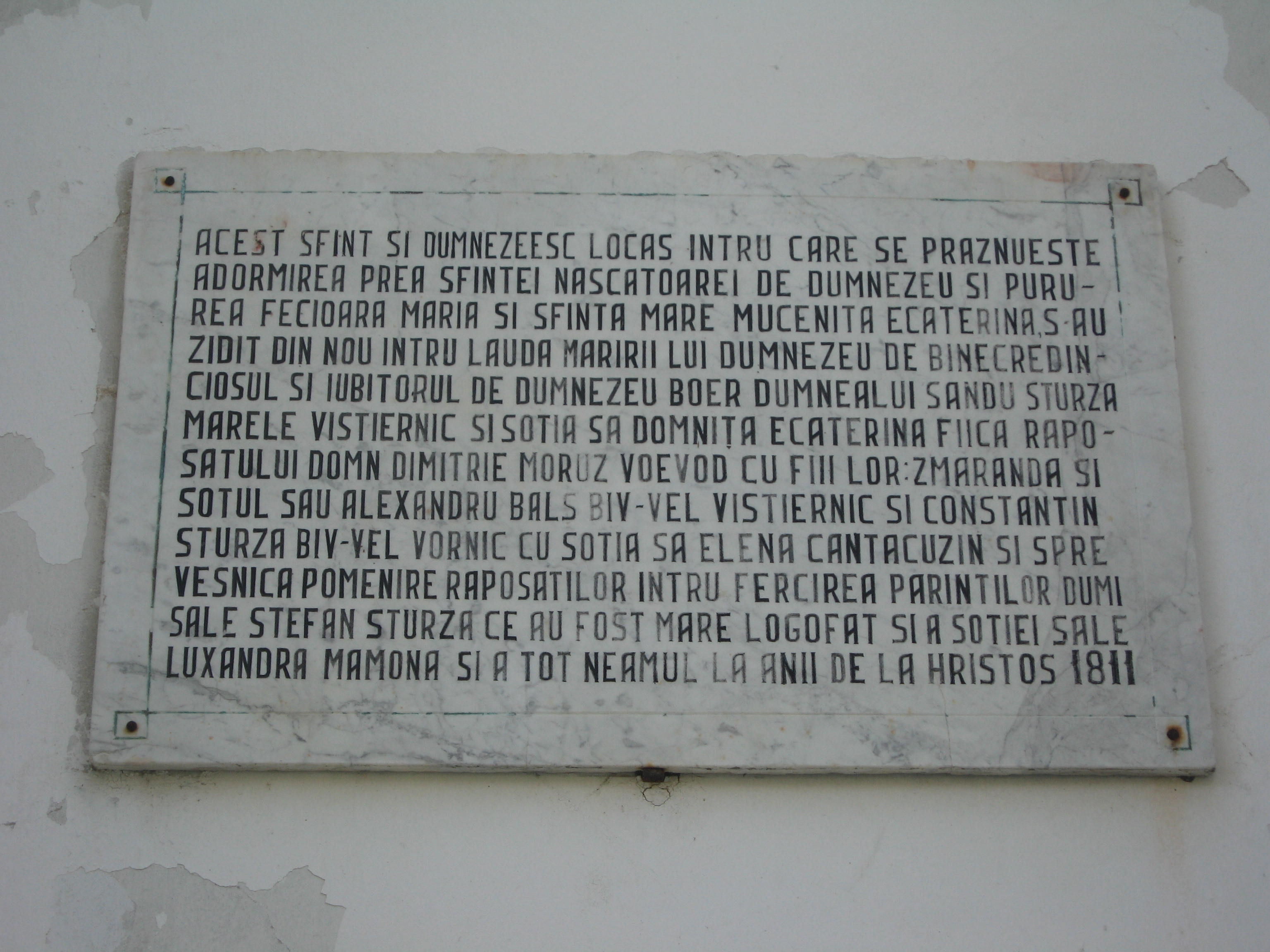
Pisania bisericii
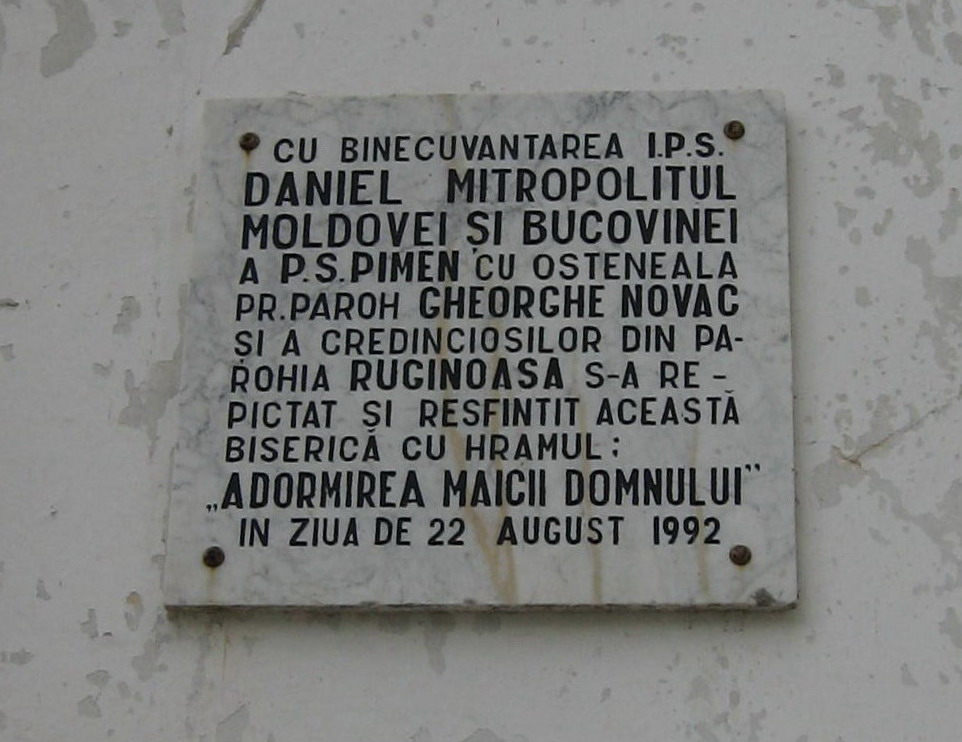
Placă de marmură de pe zidul bisericii, pusă cu ocazia resfințirii (1992)
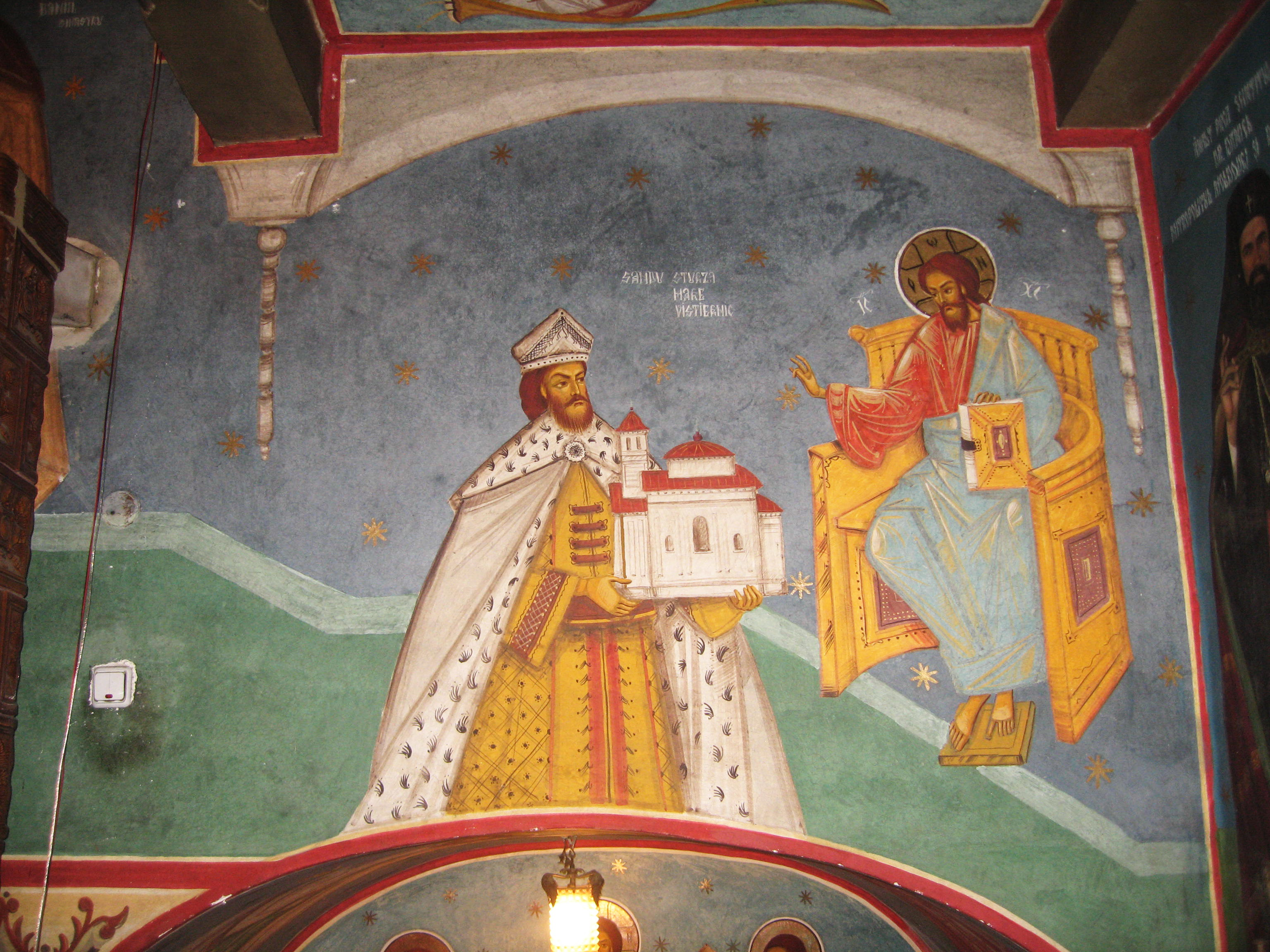
Tabloul votiv în care apare marele vistiernic Sandu Sturza
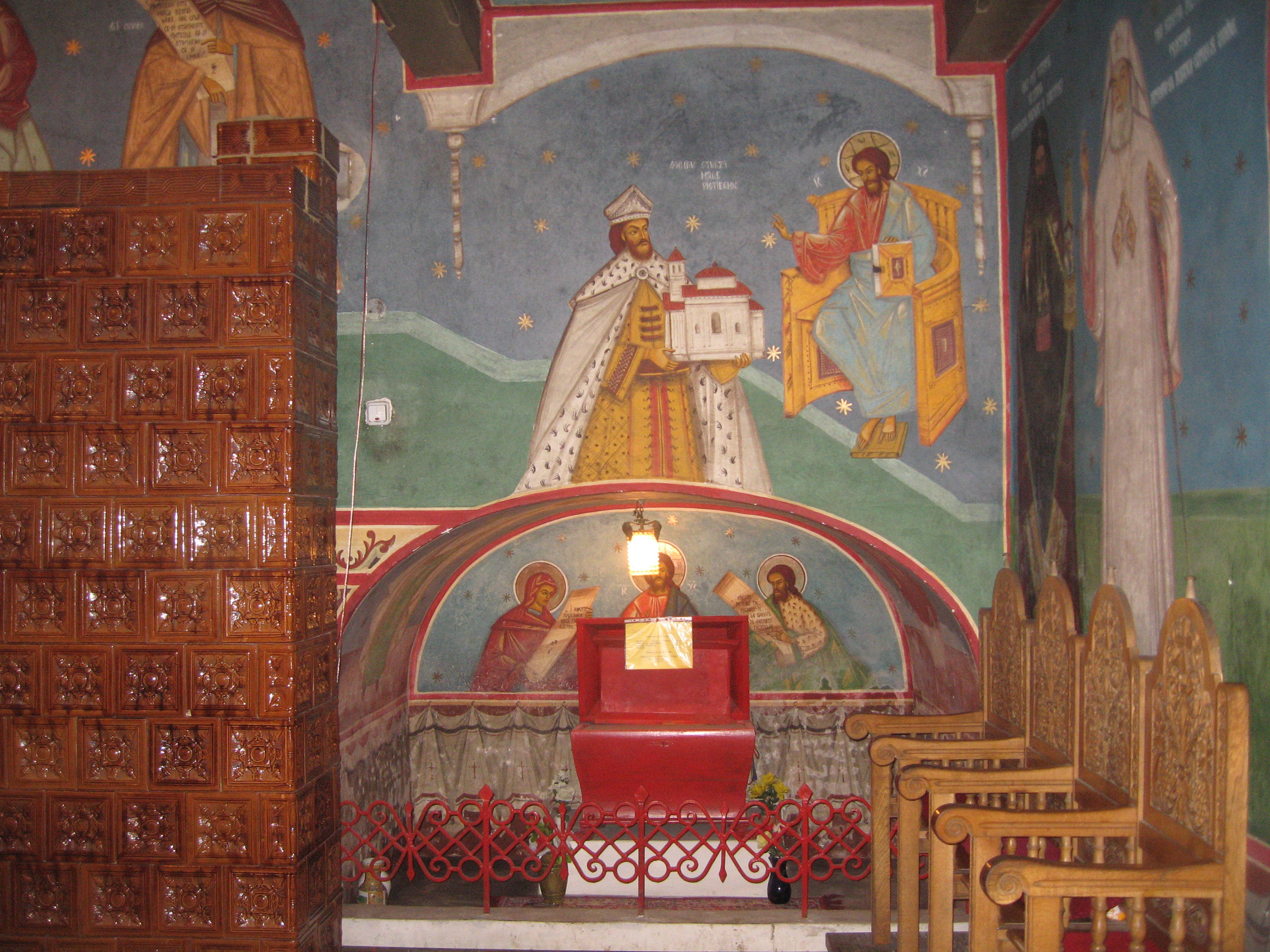
Cripta familiei Sturza și tabloul votiv
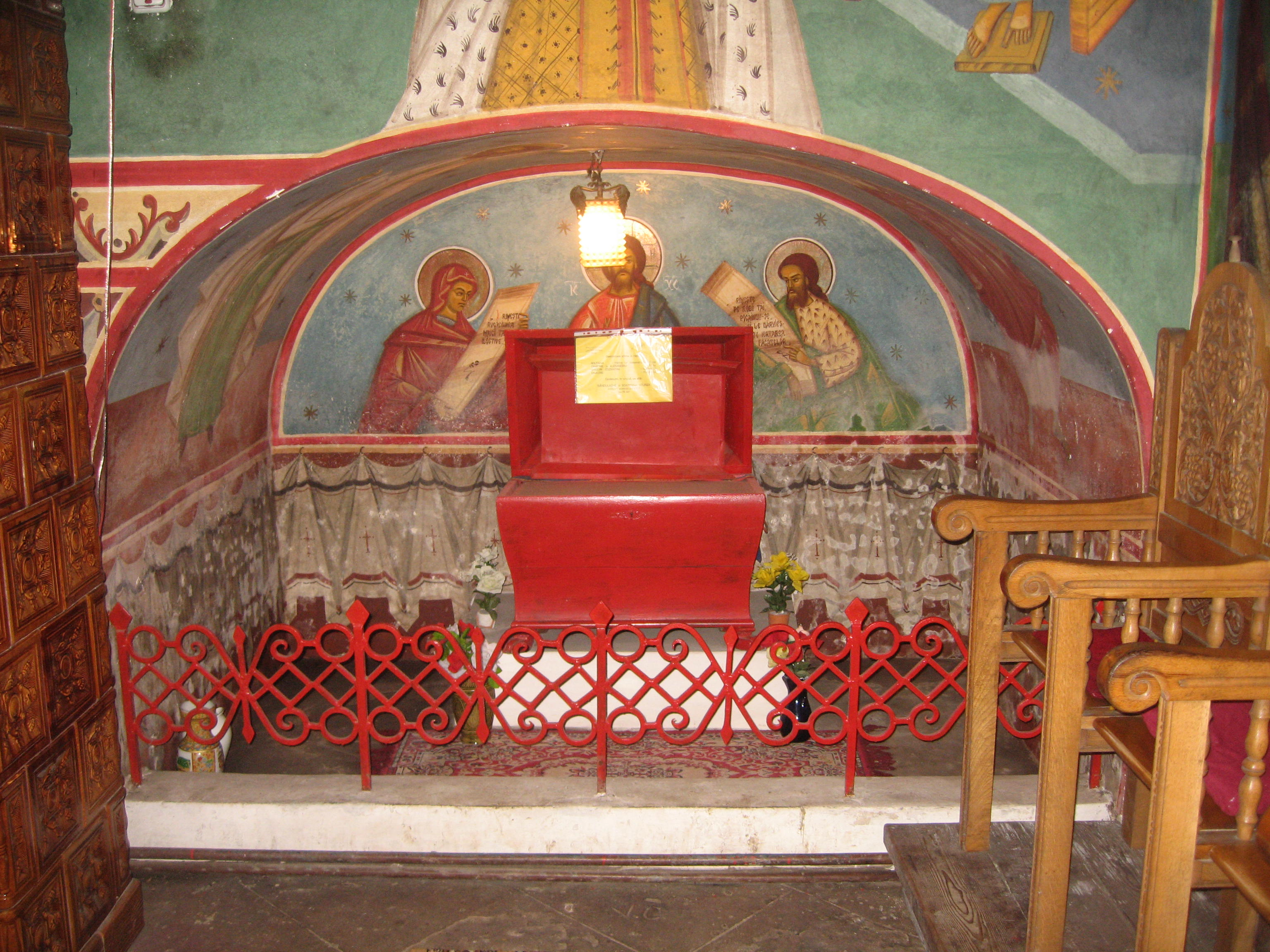
Cripta familiei Sturza
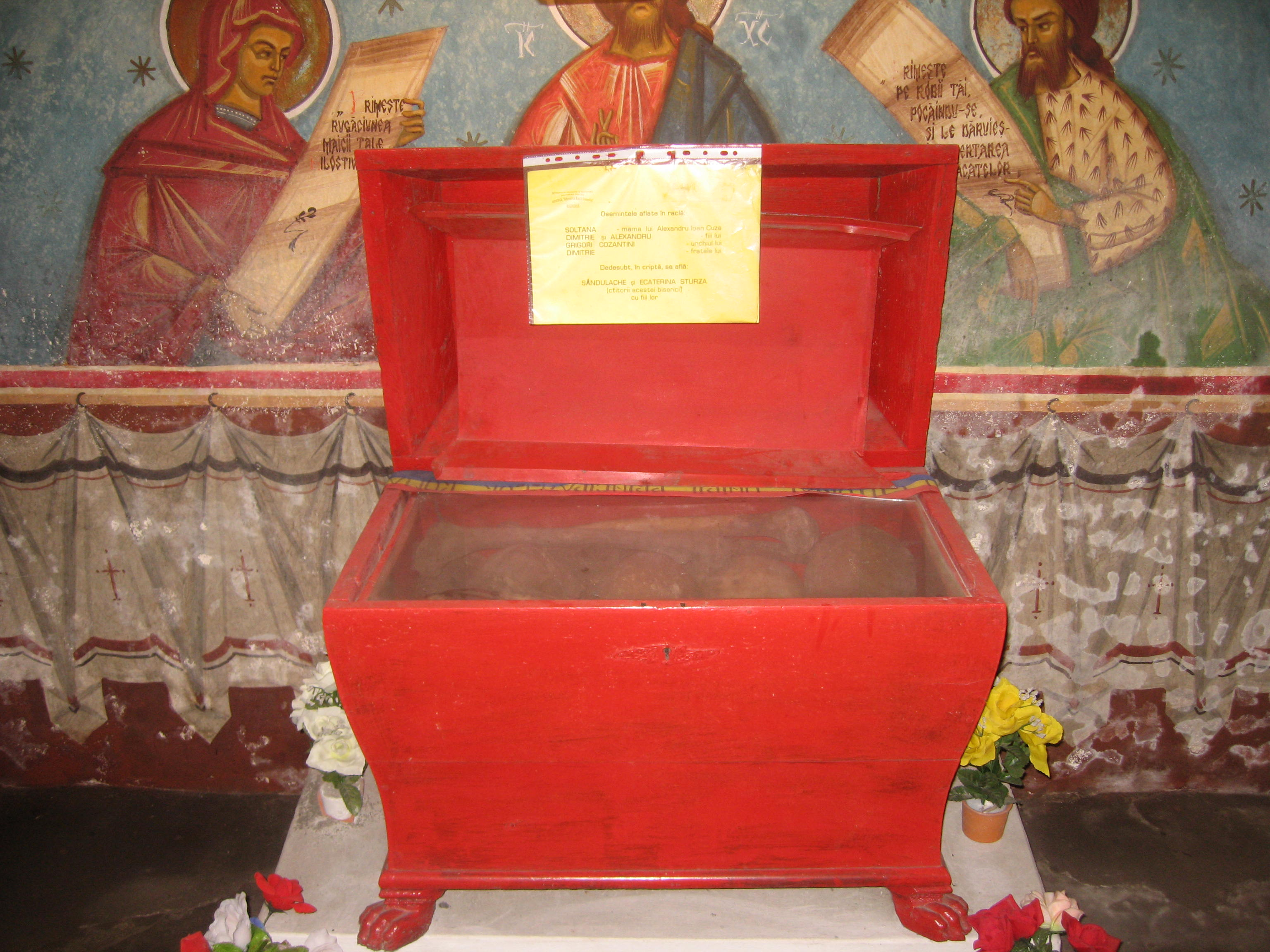
Racla cu osemintele rudelor lui Cuza
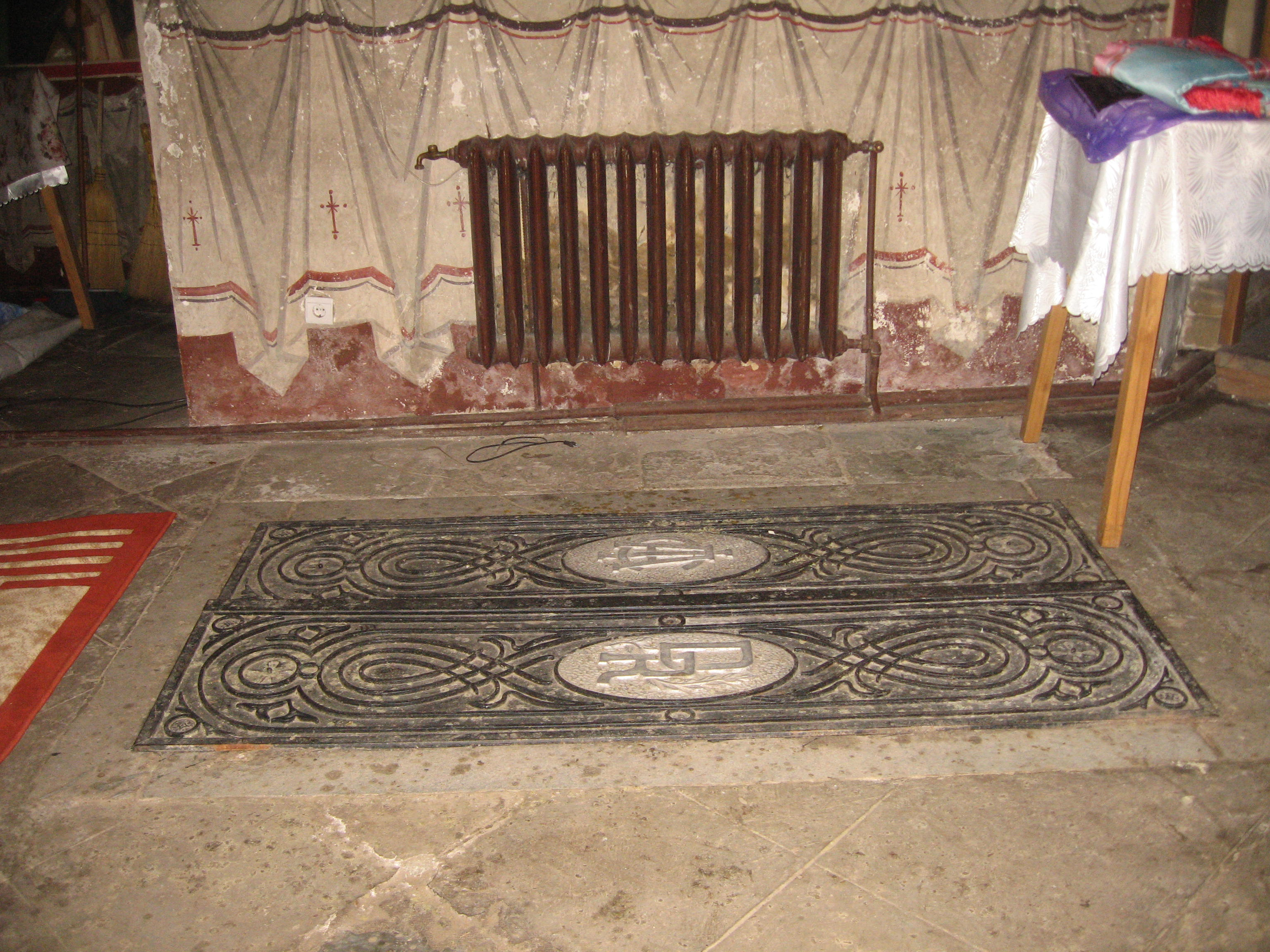
Cripta domnitorului Al.I. Cuza
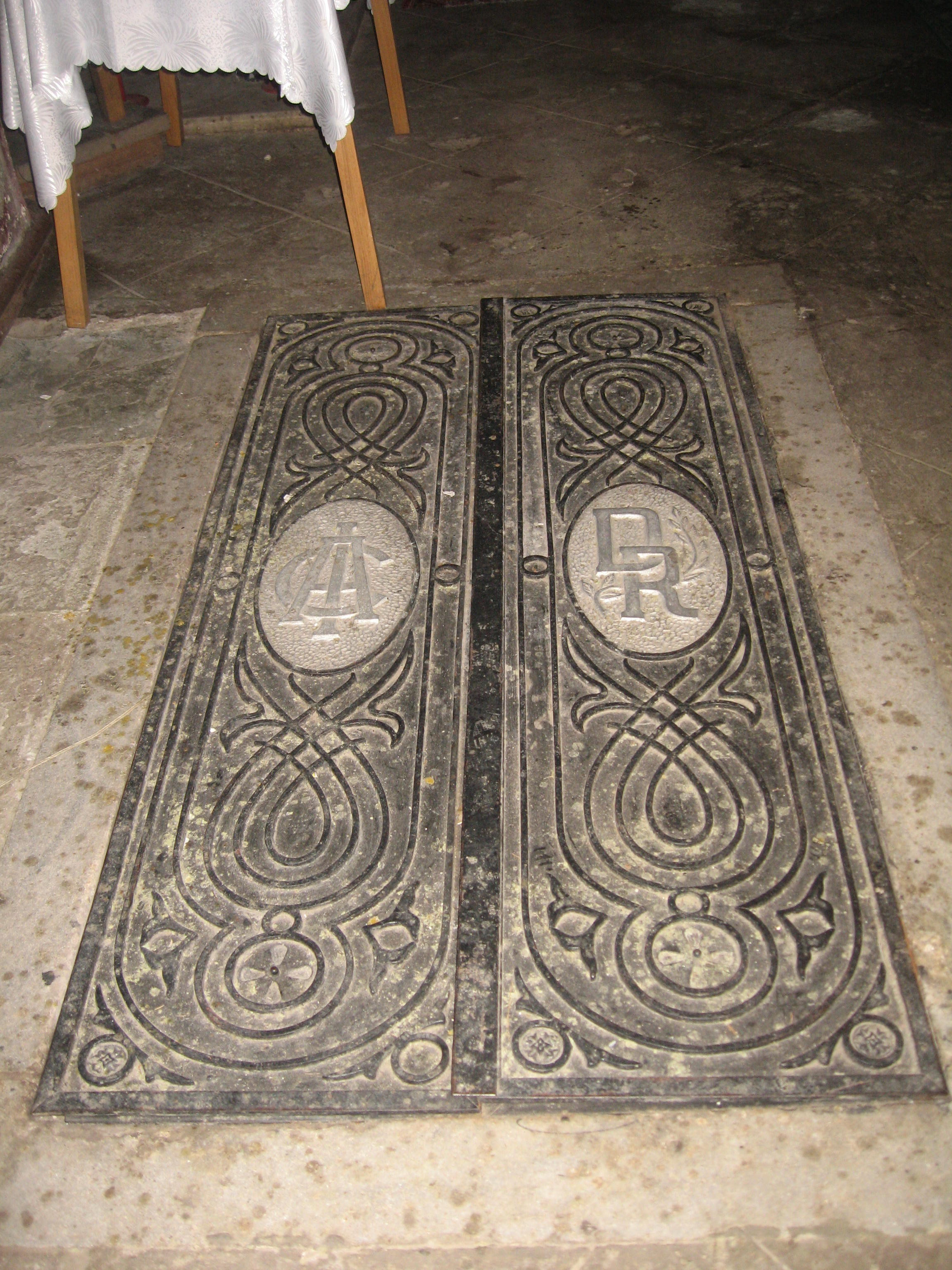
Cripta domnitorului Al.I. Cuza
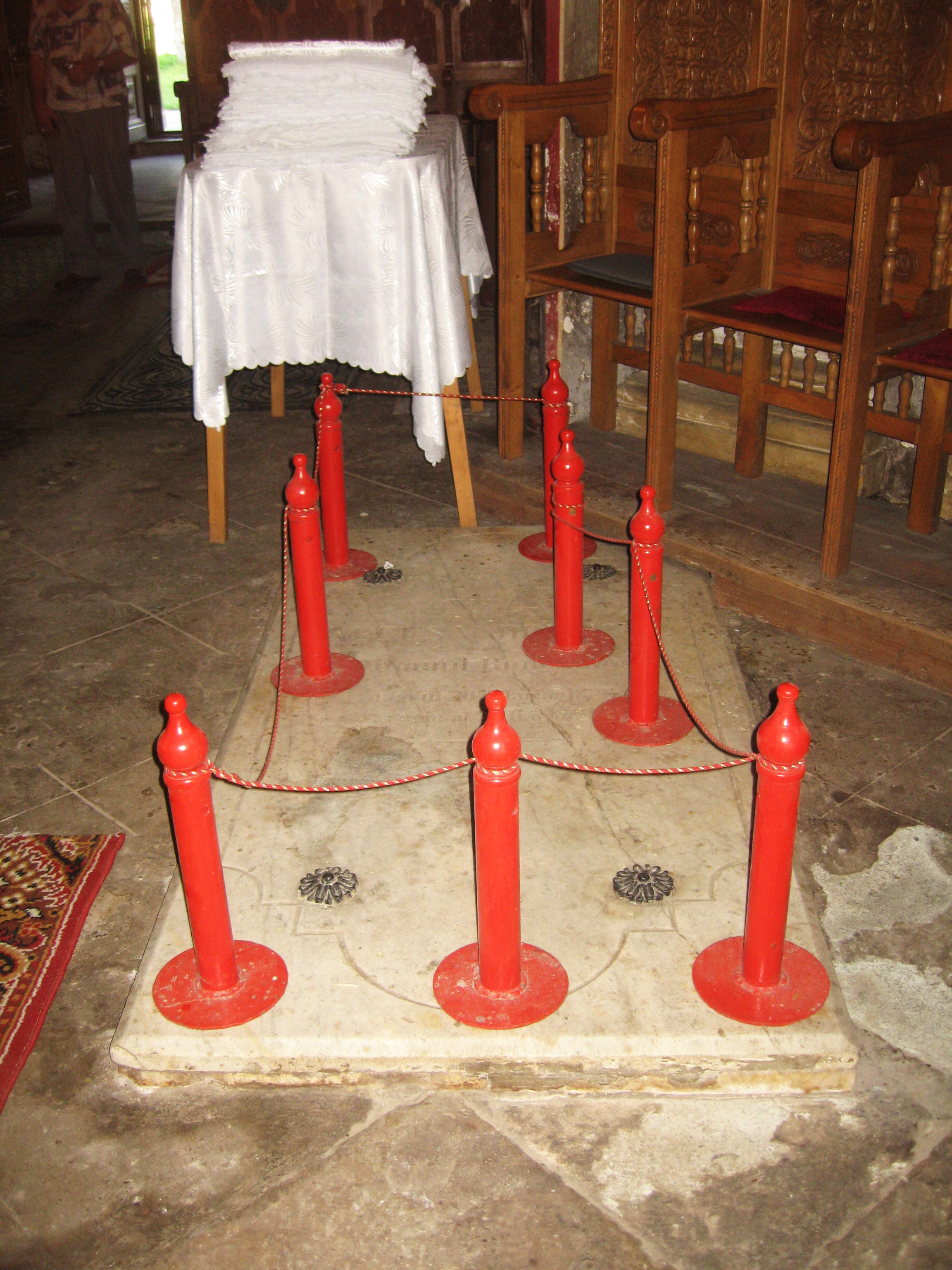
Lespedea de marmură așezată deasupra cavoului lui Cuza din biserică
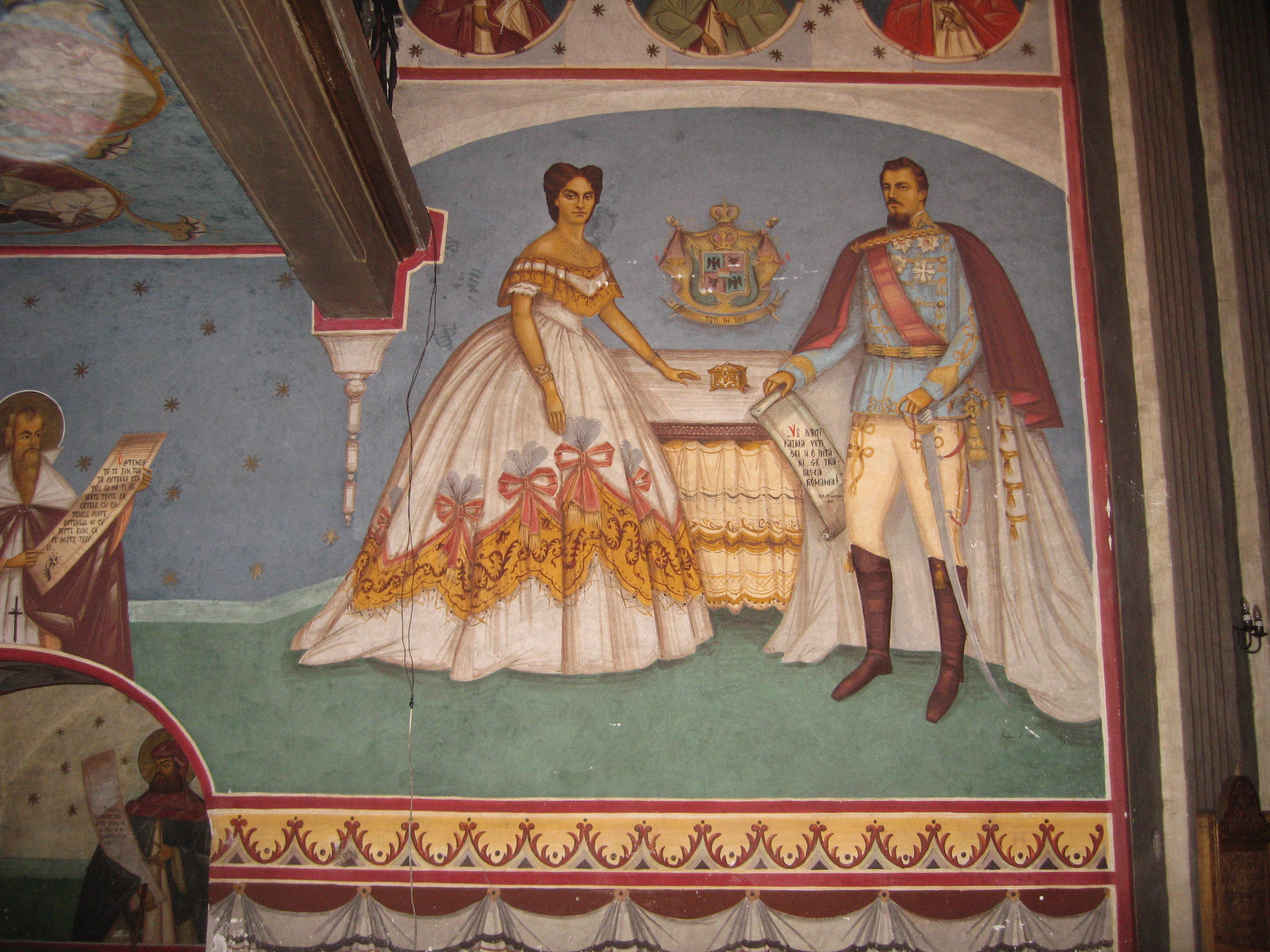
Frescă cu domnitorul Al.I. Cuza și Elena Doamna
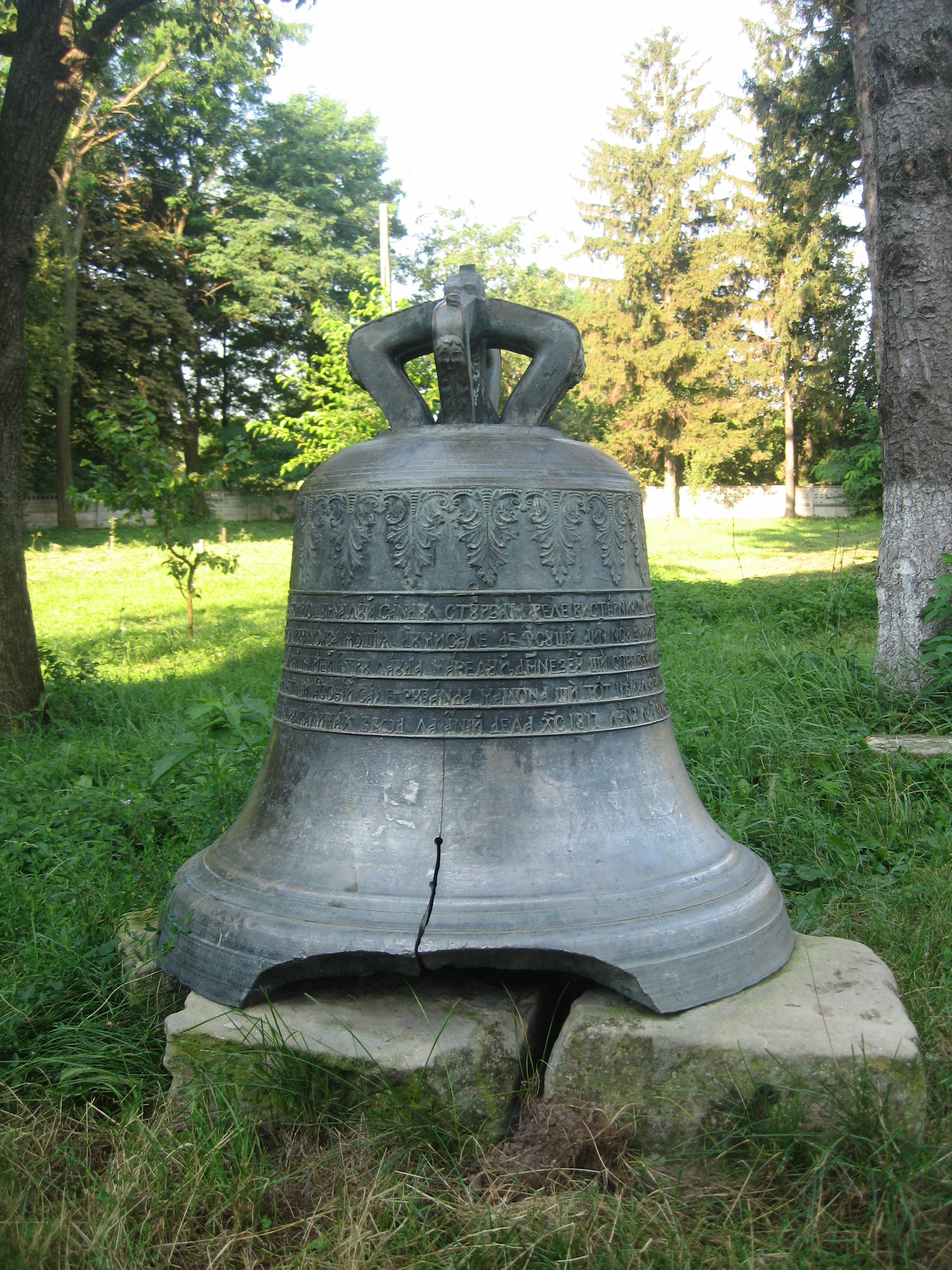
Clopotul cu inscripția despre ctitorirea bisericii
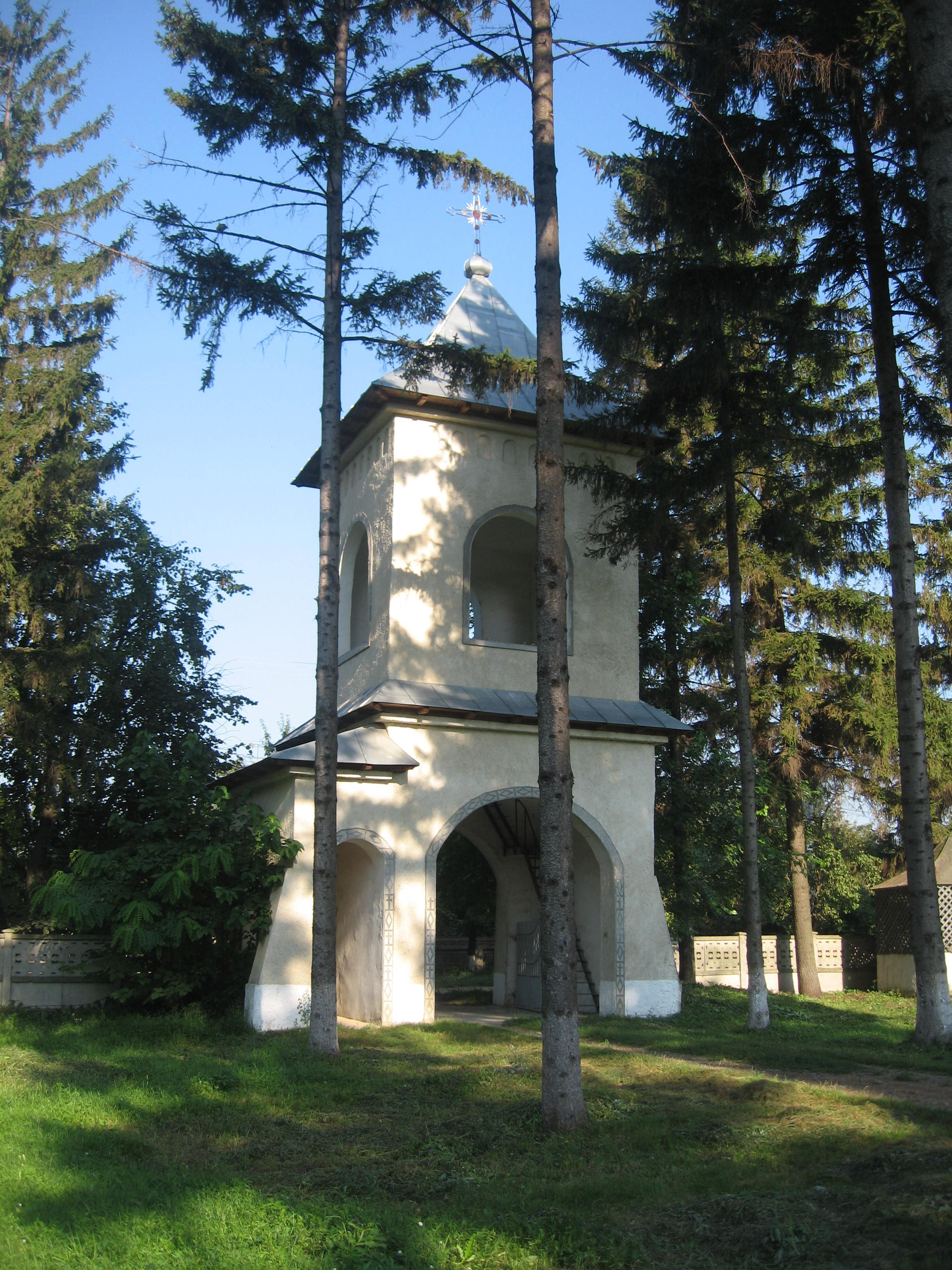
Turnul-clopotniță
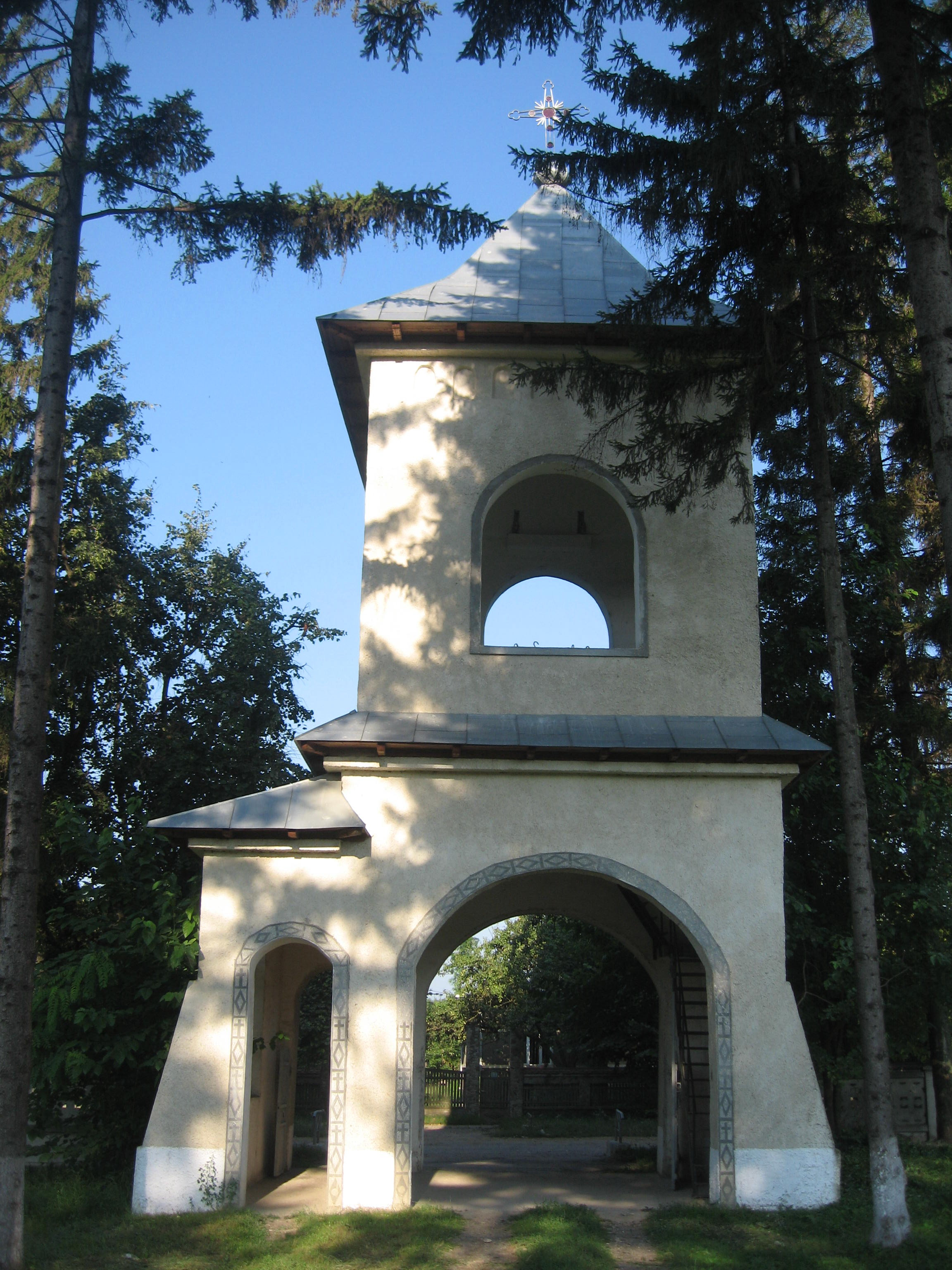
Turnul-clopotniță
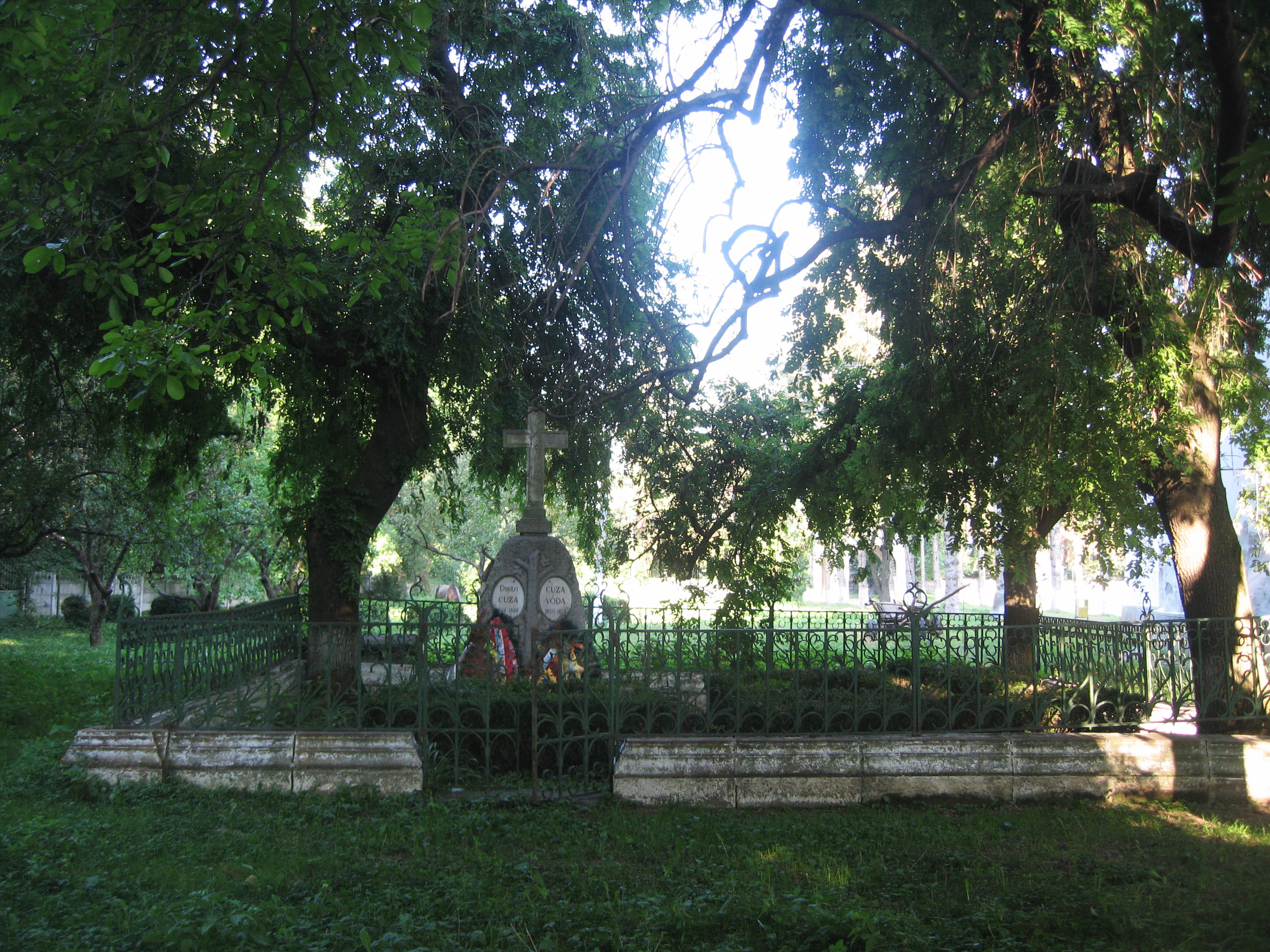
Cavoul familiei Cuza din curtea bisericii
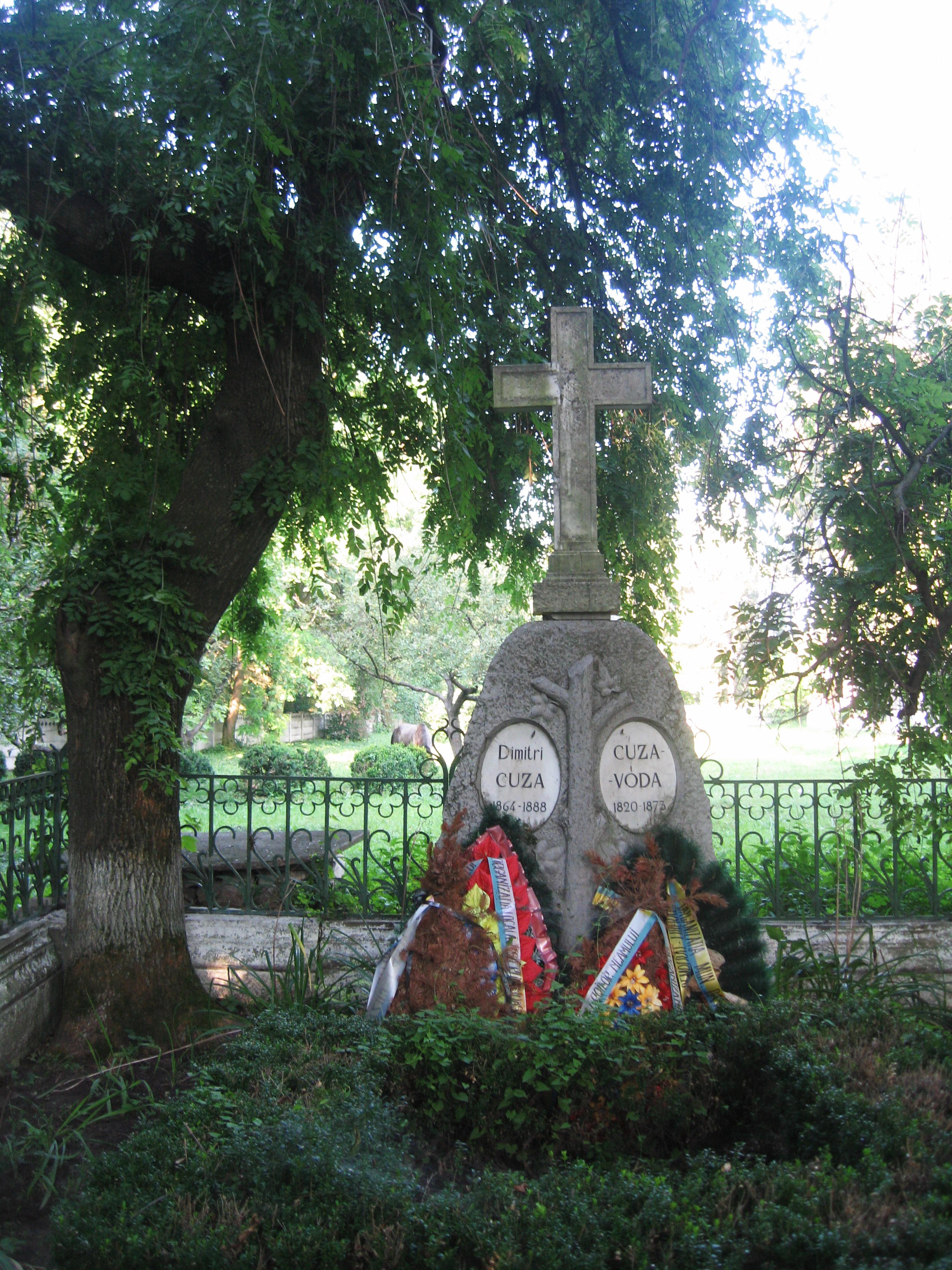
Monumentul funerar al domnitorului Cuza